# Pasivní součástka
Pasivní součástka je součástka, která se v obvodu nechová jako zdroj. Terminologie vychází ze zpracování signálu, kde existují pasivní součástky a aktivní součástky, přičemž pasivními prochází pouze signál, zatímco aktivní (např. tranzistor) dostávají signál a napájení; z fyzikálního hlediska není mezi signálem a napájením rozdíl.
Pasivní součástky jsou například:
- Rezistor - je součástka, která klade průchodu elektrického proudu odpor. Rezistor řadíme do el obvodu z důvodů snížení napětí, nebo proudu
- Kondenzátor - je součástka, která může akumulovat elektrický náboj. Stejnosměrný proud jím neprochází. Kondenzátor využívá naakumulované energie (Baterie) k funkci spotřebiče bez nutnosti napájení po celou dobu činnosti tohoto spotřebiče. (Mobilní telefon, Notebook, Dálkové ovladače atp.)
- Cívka - vytváří magnetické pole a naopak indukuje proud.
- Memristor - zapamatovává si informace i bez přístupu el.proudu.

Pasivní filtr je filtr složený pouze z pasivních součástek.
Jakýkoliv elektronický systém (např. mobilní telefon, televizní přijímač nebo kamera aj.) obsahuje několik integrovaných obvodů a množství pasivních součástek. Samotné integrované obvody obvykle obsahují pasivní i aktivní části.